# Hindenburgova linija
Hindenburgova linija (znana tudi kot Siegfriedova linija) je bila obsežna nemška obrambna črta v severni Franciji med prvo svetovno vojno. Zgrajena je bila v zimi 1916-17 in se je raztezala od Lensa do Verduna.
Povelje za izgradnjo obrambne linje je dal feldmaršal Paul von Hindenburg, po katerem je linija dobila ime, in general Erich Ludendorff, ki je prevzel poveljstvo nad nemško vojsko v času prve bitke pri Sommi. Linija je bila zgrajena v zaledju fronte, tako da bi ob morebitnem umiku nemški vojaki brez večjih problemov zasedli nove obrambne položaje in s tem skrajšali fronto črto za 50 km, ki je bila takrat polna žepov. S tem bi prihranili 13 divizij.
Linija je bila zgrajena iz strelskih jarkov, mitraljeških gnezd, betonskih bunkerjev, podzemnih utrdb, tunelov za prehod pehote ter obsežnih polj pehotnih ovir, katerih cilj je bil zaustaviti ali pa vsaj upočasniti sovražnika. Ukaz za umik nemške vojske na novo linijo je prišel februarja 1917. Med umikom je nemška vojska izvajala obsežno taktiko požgane zemlje, ki je bila tako uspešna, da zavezniki še več mesecev po umiku Nemcev niso mogli vzpostaviti normalne fronte. Nemško poveljstvo je verjelo, da je linija nepremagljiva, čeprav so jo novembra in decembra Britanci s pomočjo tankov večkrat prebili. Linija je bila dokončno prebita novembra 1918 v t. i. stodnevni zavezniški ofenzivi.